# John Lyng
John Daniel Fürstenberg Lyng (1905-1978) foi um político norueguês do Partido Conservador. Exerceu o cargo de primeiro ministro entre 28 de agosto e 25 de setembro de 1963, numa coalizão entre os partidos Conservador, de Centro, Democrata Cristão, e Liberal.
Seu curto governo como primeiro-ministro se iniciou quando dois deputados socialistas votaram favoráveis à moção de desconfiança contra o gabinete de Einar Gerhardsen, aprovada com 76 votos a 74. O voto dos socialistas foi meramente um protesto após uma série de acidentes em minas na região de Ny Ålesund, porém levaram à renúncia do primeiro-ministro Einar Gerhardsen.
O governo Lyng durou menos de um mês, porém provou que os partidos não-socialistas poderiam formar uma coalizão e, na eleição seguinte, em 1965, uma coalizão de centro-direita assumiu, tendo Per Borten como primeiro-ministro e John Lyng como Ministro de Relações Exteriores, cargo que ocupou até 1970.